# Kevin Alston
Kevin Alston est un joueur américain de soccer né le 5 mai 1988 à Washington. Il évolue au poste de latéral droit.

## Biographie
Grâce à ses performances en NCAA avec les Hoosiers de l'Indiana, Alston se voit proposer un contrat Génération Adidas par la MLS pour anticiper son passage en pro. Il est alors repêché en 10e position de la MLS SuperDraft 2009 par le Revolution de la Nouvelle-Angleterre.

## Palmarès
Revolution de la Nouvelle-Angleterre
- Finaliste de la SuperLiga en 2010
- Finaliste de la Coupe MLS en 2014

 Orange County SC
- Vainqueur du USL Championship en 2021